# Lesław Chlebek
Lesław Juliusz Chlebek (ur. 2 stycznia 1883, zm. 9 kwietnia 1928 w Buczaczu) – polski nauczyciel, wojskowy i działacz społeczny, oficer Legionów.

## Życiorys

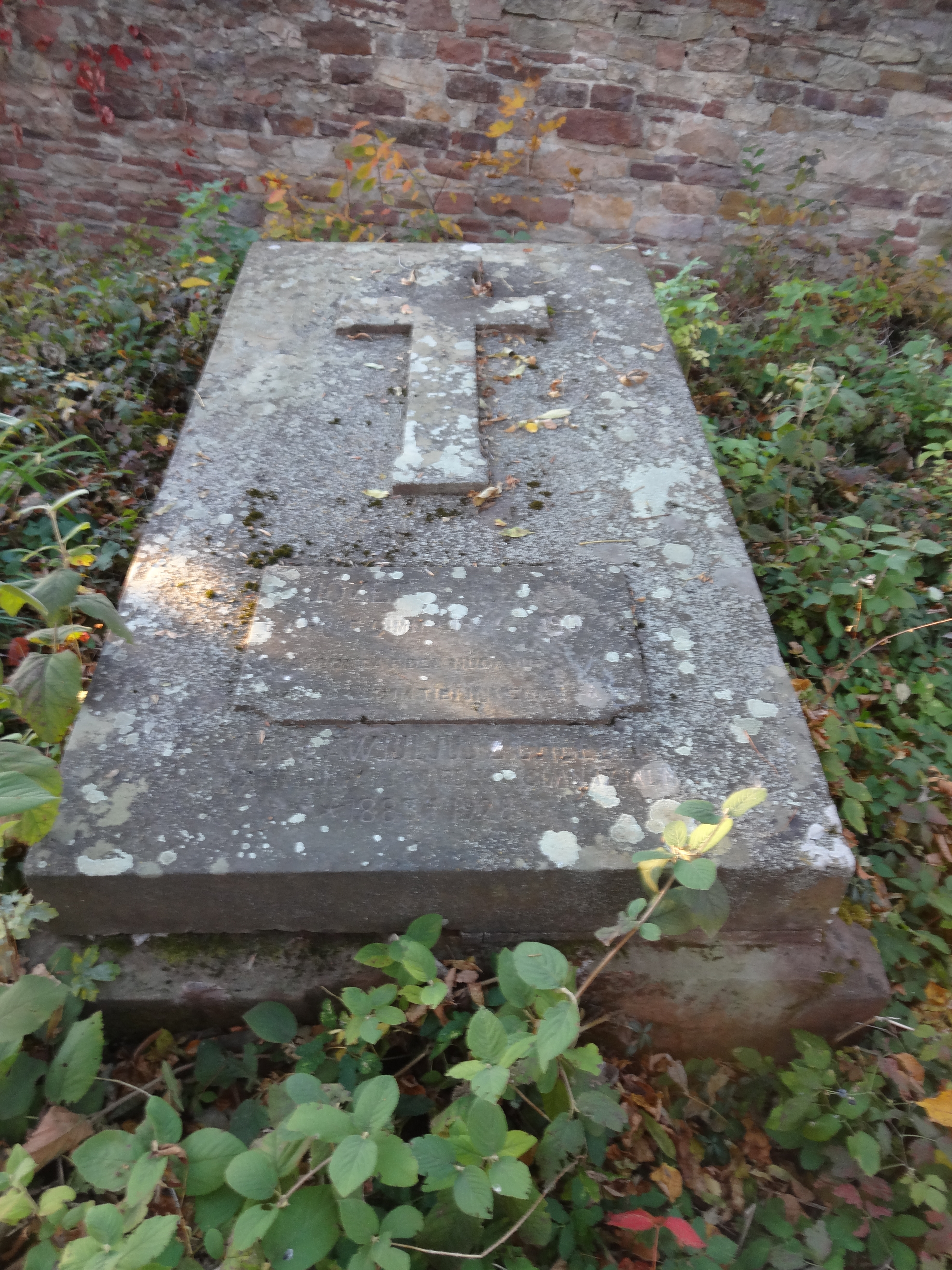
Płyta nagrobna Józefa i Lesława Chlebków na Cmentarzu miejskim w Buczaczu, 2018

W 1901 mieszkał w Buczaczu. W latach 1909/1910 oraz 1924/1926 pracował w C. K. Gimnazjum w Trembowli. 7 sierpnia 1911 kandydat zawodu nauczycielskiego Lesław Chlebek z początku roku szkolnego 1911/1912 został mianowany nauczycielem gimnazjum w Czortkowie. Po uroczystości listopadowej uczestniczył w wiecu Chełmskim w Jagielnicy, gdzie ogłosił referat o sprawie Chełmskiej.
Służył w artylerii legionowej, w 1 pułku artylerii. 3 lutego 1915 otrzymał stopień chorążego artylerii, 1 grudnia tegoż roku awansował na podporucznika. Wiosną 1916 przez dłuższy czas przebywał w szpitalu wojskowym z powodu choroby, po powrocie do służby związany był z parkiem amunicyjnym przy Komendzie Legionów. 20 listopada 1918 znalazł się w szeregach Wojska Polskiego, od grudnia 1918 był odkomenderowany do Sztabu Generalnego. W 1919 przeniesiony został do rezerwy i zweryfikowany jako kapitan artylerii (1 czerwca 1919).
W okresie międzywojennym przez pewien czas pracował jako profesor w Państwowym gimnazjum w Buczaczu.
Zmarł 9 kwietnia 1928 w Buczaczu.
Pochowany we wspólnym grobie z profesorem c.k. gimnazjum buczackiego Józefem Chlebkiem (1844—1907) na Cmentarzu miejskim w Buczaczu. Płyta nagrobna z czerwonego piaskowca zachowała się; na płycie jest inskrypcja w języku łacińskim: Incorrupta fides nudaque veritas, quando ullum tibi invenit parem (słowa zaczerpnięte z Pieśni Horacego).

## Odznaczenia
- Dwukrotnie odznaczony Krzyżem Walecznych
- Pośmiertnie odznaczony Krzyżem Niepodległości.